# Tanaramusa
Tanaramusa (łac. Diocesis Tanaramusensis) – stolica historycznej diecezji we Cesarstwie rzymskim w prowincji Mauretania Cezarensis, zlikwidowana w VII w. podczas ekspansji islamskiej, współcześnie w północnej Algierii. Obecnie katolickie biskupstwo tytularne. 

## Biskupi tytularni
| Lp. | Biskup                   | Funkcja                                     | Od               | Do                  |
| --- | ------------------------ | ------------------------------------------- | ---------------- | ------------------- |
| 1   | Peter William Bartholome | emerytowany biskup Saint Cloud (Kanada)     | 31 stycznia 1968 | 13 stycznia 1971    |
| 2   | John Choi Jae-seon       | emerytowany biskup Pusan (Korea Południowa) | 19 września 1973 | 3 czerwca 2008      |
| 3   | Dominic Kimengich        | biskup pomocniczy Lodwar (Kenia)            | 20 marca 2010    | 5 marca 2011        |
| 4   | Zeferino Zeca Martins    | biskup pomocniczy Luandy (Angola)           | 19 maja 2012     | 1 października 2018 |
| 5   | Henry Mchamungu          | biskup pomocniczy Dar-es-Salaam (Tanzania)  | 7 lipca 2021     |                     |